# Sibbaldia olgae
Sibbaldia olgae är en rosväxtart som beskrevs av Sergei Vasilievich Juzepczuk och Ovczinn.. Sibbaldia olgae ingår i släktet dvärgfingerörter, och familjen rosväxter. Inga underarter finns listade i Catalogue of Life.